# Iglesia de Nuestra Señora del Rosario (Riaño)
La iglesia de Nuestra Señora del Rosario es un templo católico situado desde 1987 en la localidad de Riaño, provincia de León, Castilla y León, España. Originalmente, la iglesia se encontraba en el pueblo de La Puerta, anegado por la construcción del embalse de Riaño. Forma parte de un conjunto monumental, en el cual se encuentran también un hórreo procedente de Salio y un campanario vanguardista en el que cuelgan las antiguas campanas de la destruida iglesia de Riaño y de otras localidades perdidas por el embalse. Dicho conjunto se sitúa en la zona más occidental de Riaño, frente al viaducto que cruza el pantano.

## Arquitectura
La iglesia es de construcción románica y se remonta al siglo XIV, siendo la cabecera aún más antigua, del siglo XIII y del mismo XIV. Exteriormente, presenta un tejado a dos aguas, que en uno de los laterales se prolonga para formar un pórtico de madera, donde además se localiza la entrada principal al templo. En su fachada frontal hay una segunda puerta, más pequeña; ambas puertas son de arco de medio punto. Asimismo, la fachada frontal cuenta con una espadaña en la que hay dos vanos en los que cuelgan sendas campanas. Sobre ellos hay un vano adicional sin campana. La iglesia se construyó con mampostería en los muros y sillares para rematar esquinas, puertas y ventanas.

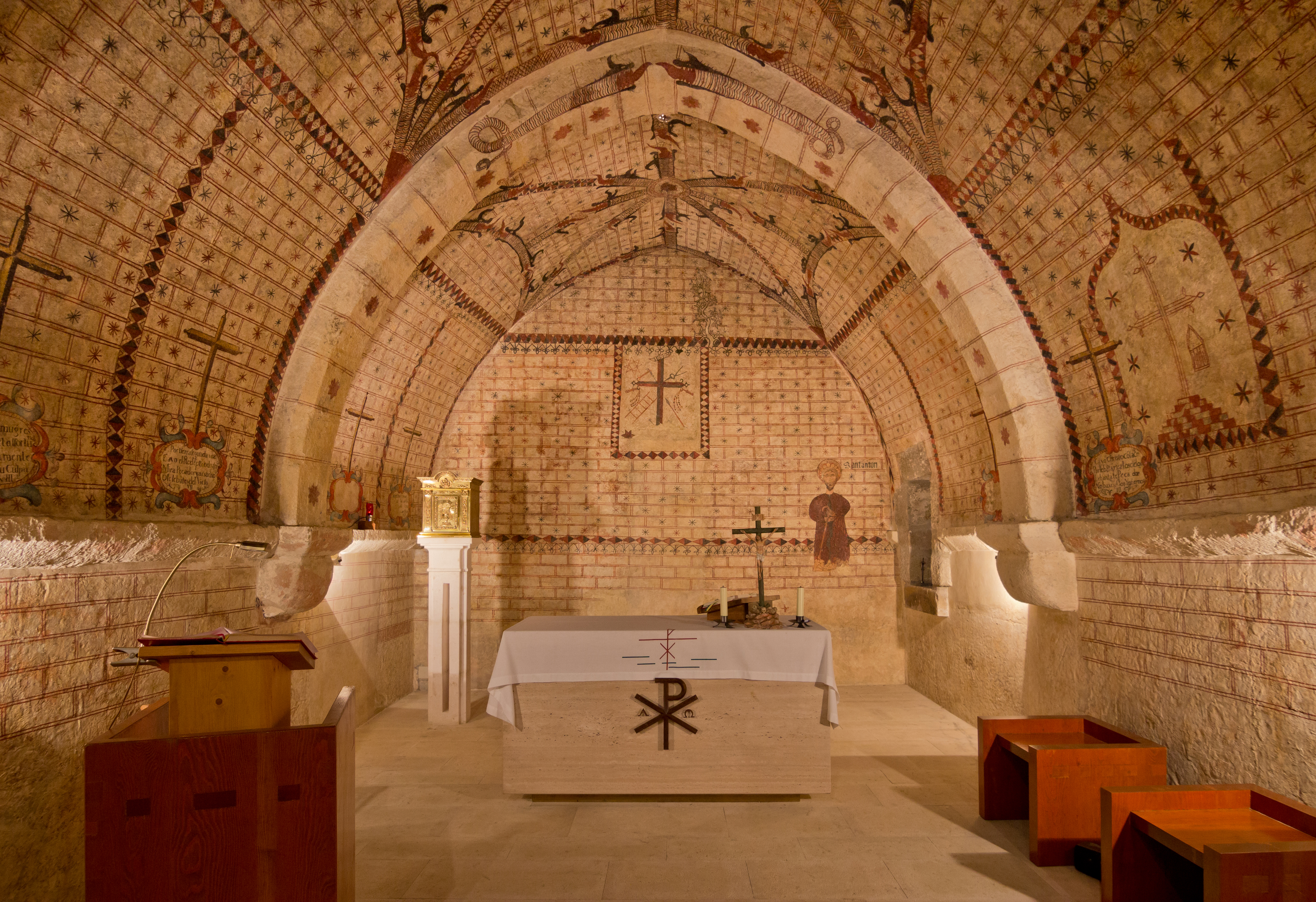
Ábside decorado con pinturas medievales.

En el interior, el templo se divide en una nave principal de planta rectangular flanqueada por dos ábsides, uno en un lateral y el otro en la cabecera opuesta a la fachada principal. Al fondo de la nave principal, más alta y espaciosa, se encuentra un coro de madera. 

## Pinturas
De ambos ábsides destaca el situado en la cabecera, ya que en él se pueden observar pinturas góticas en excelente estado de conservación y, por tanto, difíciles de ver en España. Dichas pinturas se descubrieron durante el traslado de la iglesia desde La Puerta hacia su ubicación actual, ya que hasta entonces habían estado cubiertas con cal, lo cual era una manera habitual de desinfectar durante la Edad Media. El ábside de la cabecera presenta además rasgos característicos del Gótico inicial, debido a sus dos arcos ojivales y a la bóveda de crucería.